# Parowoznyj Muziej
Parowoznyj Muziej (ros. Паровозный Музей) – przystanek kolejowy w miejscowości Petersburg, w Rosji. Położony jest na linii Petersburg - Newel - Witebsk.